# Oktav
 Ikke at forveksle med Oktav-format et bogformat
En oktav (af latin: octo = "otte") er en interval på 8 toner i den diatonisk skala (se også toneinterval). Et almindeligt klaver spænder over 8 oktaver:
|                  | A2   | A1 | A   | a   | aI  | aII | aIII | aIIII |
| FREKVENS i hertz | 27,5 | 55 | 110 | 220 | 440 | 880 | 1760 | 3520  |

Frekvensen fordobles eller halveres for hver oktav, man bevæger sig op eller ned i tonerækken.
Den markerede frekvens, 440 svingninger pr. sekund, er den tone, man bruger som udgangspunkt ved stemning af instrumenter i en gruppe eller et orkester. Den kaldes kammertonen, og den blev i 1939 fastlagt på 440 svingninger pr. sekund. Tidligere var den på 435 svingninger pr. sekund, altså en anelse dybere.
Indenfor elektronikken bruges betegnelsen oktav om en frekvensfordobling. Hvis et lavpasfilter dæmper alle frekvenser over grænsefrekvensen med 3 dB/oktav, vil det sige, at en frekvens, der er dobbelt så høj, kun bliver sluppet igennem med halv effekt.